# Ponte sul fiume Tacutu
Il Ponte sul fiume Tacutu (in inglese Takutu River Bridge; in portoghese Ponte do Rio Tacutu, ufficialmente: Ponte Prefeito Olavo Brasil Filho) è un ponte a sbalzo che collega Lethem, in Guyana, con Bonfim nello stato di Roraima in Brasile.

## Storia
Il ponte è lungo 230 m, vicino alla fine del ponte dal guyanase c'è il cambio del senso di marcia a sinistra, mentre nel lato brasiliano il cambio del senso di marcia è a Bonfim dove c'è la dogana. Il ponte è costato 5 milioni di dollari, pagati solo dal Brasile e fa parte del programma Iniziativa per l'integrazione dell'infrastruttura regionale del Sud America.  
Il 9 aprile 2009 il lato brasiliano ha preso ufficialmente il nome di Ponte Prefeito Olavo Brasil Filho con la legge Nº 11.918, ed è stato aperto al traffico il 31 luglio 2009. Il ponte è stato inaugurato ufficialmente il 14 settembre 2009 dal presidente guyanase Bharrat Jagdeo e da quello brasiliano Luiz Inácio Lula da Silva.
| Infrastruttura                               |
| -------------------------------------------- |
| BR-401 - Rodovia federal BR-401 -> Boa Vista |
| NR1 - National Road 1 -> Georgetown          |